# Peep-show

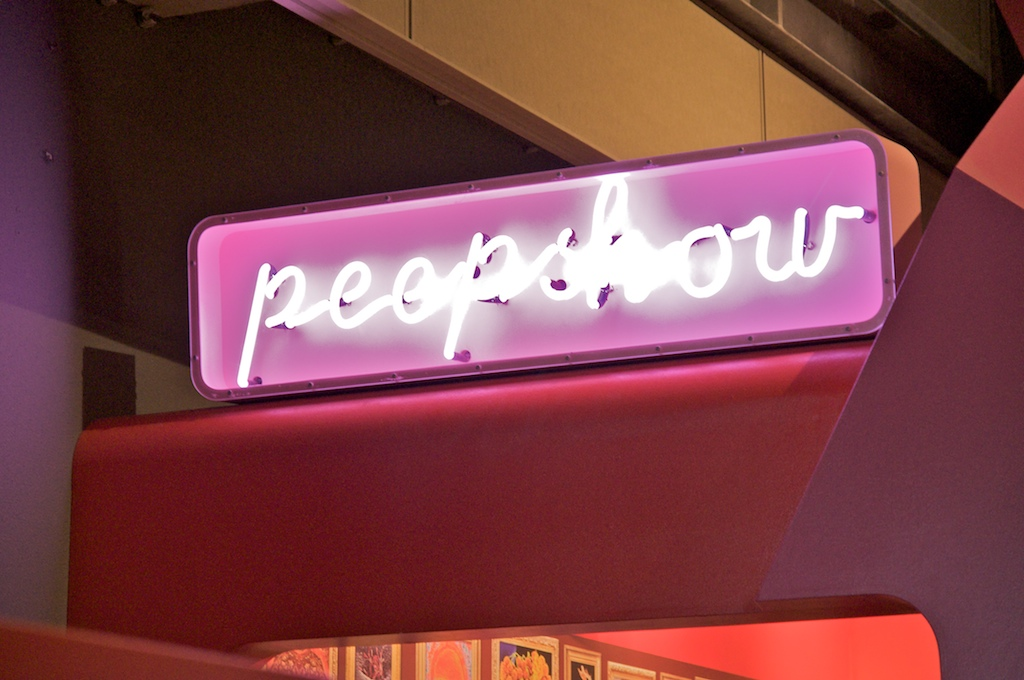
Rètol de neó cridant a pagar per un peep-show

Un peep-show és un espectacle vist a través d'una obertura, una finestra petita per exemple. En català, tanmateix, i sobretot per l'ús que se n'ha fet d'aquests xous, el terme designa més específicament espectacles eròtics o pornogràfics (striptease…) vists a través d'una petita petita finestra reservada a un únic client. Alguns bars els proposen, però també els sex shop. En anglès, el sentit del terme és més ampli i designa un espectacle (de carn i ossos o fotogràfic) vist mitjançant una obertura o lupa petita reservada a un sol usuari, sense que l'espectacle sigui de caràcter específicament sexual.